# Therese Shechter
Therese Shechter es una cineasta, escritora y artista conocida por sus películas How to Lose Your Virginity (Women Make Movies, 2013), I Was A Teenage Feminist (Women Make Movies, 2005), How I Learned to Speak Turkish (IndiePix, 2006) y el cortometraje "#SlutWalkNYC" (2013). También es la creadora de "The V-Card Diaries", una colección en línea de más de 300 historias de "debuts y aplazamientos sexuales" enviadas por los lectores. En 2013, la colección se presentó en el Juried Art Show del Instituto Kinsey.

## Carrera
Su trabajo desafía los dobles raseros y estereotipos de género, y el cómo afectan la vida e identidad de las mujeres. Es una defensora de la educación sexual integral y la crítica de los medios para combatir la desinformación sobre el sexo para adolescentes y jóvenes. Dirigió el documental My So-Called Selfish Life, sobre el movimiento childfree, y ha escrito sobre estos temas para Self, Real Simple y Topic.

## Largometrajes

### My So-Called Selfish Life
En 2016, Shechter comenzó su película documental, My So-Called Selfish Life. La misma explora el concepto de "no tener hijos por elección" al documentar las vidas de personas que "eligen no tener hijos en una cultura donde la maternidad se siente obligatoria".

### How to Lose Your Virginity
En el documental How to Lose Your Virginity, explora cómo el concepto de virginidad afecta la vida de hombres y mujeres a través de entrevistas y narraciones personales. La película detalla la construcción histórica, política y religiosa de la virginidad, así como su lugar en la cultura pop moderna. Se estrenó en EE. UU. en DOC NYC en otoño de 2013. También se han realizado proyecciones internacionales y festivales de cine en Tel Aviv, Haifa, Croacia, Turquía, Chile, Canadá, República Checa y Corea.

### I Was A Teenage Feminist
Su primer largometraje I Was A Teenage Feminist examina la incomodidad que siente un número creciente de jóvenes al identificarse como feministas. Sechter usó su propio viaje personal como la fuerza impulsora de la película mientras entrevistaba a íconos feministas pasados y presentes, así como a mujeres y hombres que luchan a favor y en contra del concepto de feminismo. La cinta ganó como Mejor Película en el Festival de Cine de Mujeres Judías y fue Mención Especial en el Festival Internacional de Cine de Karachi.